# Haemulon vittata
Espèce
Statut de conservation UICN

 LC  : Préoccupation mineure
Haemulon vittata, communément nommé boga, est une espèce de poisson de la famille des Haemulidaes.

## Description
Le boga est un poisson de petite taille qui peut atteindre une longueur maximale de 23 cm, cependant les spécimens habituellement rencontrés n’excèdent guère 18 cm de long,.
Son corps compressé latéralement et élancé, doté d'une nageoire caudale fourchue, possède une teinte de fond bleu argenté parcouru par des lignes horizontales plus foncées. Sa bouche protrusible est bordée de jaune.

## Répartition et habitat
Le boga est présent dans les eaux tropicales et subtropicales de l'Océan Atlantique ouest soit de l'état de Caroline aux côtes du Venezuela incluant le Golfe du Mexique et la Mer des Caraïbes.
Le boga vit en pleine eau parfois proche des côtes des îles et en nettoyage ou en repos sur certains récifs entre 15 et 50 mètres de profondeur,.

## Biologie
Le boga vit en banc et se nourrit essentiellement de zooplancton ainsi que plus rarement de petits poissons.